# Брадецелу (Муреш)
Брадецелу (рум. Brădețelu) насеље је у Румунији у округу Муреш у општини Ибанешти Падуре. Oпштина се налази на надморској висини од 608 m.

## Становништво
Према подацима из 2002. године у насељу је живело 267 становника, од којих су сви румунске националности.